# ZŠ Žatec, Komenského alej 749
Základní škola Žatec, Komenského alej 749, také označována jako II. základní škola v Žatci, byla založena v roce 1880 a je jednou ze čtyř základních škol ve městě. Má kapacitu 770 žáku (k 28. dubnu 2023 měla 693 žáků) a zaměstnává 68 pedagogů (včetně vychovatelů a asistentů pedagoga). Z vzdělávacího i architektonického hlediska patří mezi výrazné základní školy v Žatci.

## Areál školy
Hlavní budova školy z roku 1880 je dlouhá 97 metrů a rozděluje se na dvě části, první a druhý stupeň, každá z těchto částí má svůj vlastní vchod. V komplexu školy se dále nachází budova školní jídelny, která je nadchodem propojena s hlavní budovou. Za hlavní budovou školy se nachází školní dvůr s dětským hřištěm. Na druhé straně dvoru se nachází další budova areálu. Zde se nacházejí odborné učebny, kuchyňky a dílny, jedna ze dvou tělocvičen a také většina učeben, které slouží pro potřeby školní družiny. Poslední budovou v areálu je budova logopedické školy.
Ve vedlejší ulici se nachází stadion Mládí, který je zpřístupněn ze školního dvora a je využíván pro výuku tělesné výchovy nebo na konání speciálních akcí.

## Historie
Roku 1876 bylo rozhodnuto o stavbě nové školy, kvůli nedostačujícím kapacitám. Bylo rozhodnuto o umístění v ulici Komenského alej, dříve zvané Wussinova alej. Téhož roku stavbu v podobě dvoukřídlé budovy navrhl architekt Karel Schlimp. Škola byla slavnostně otevřena 2. září 1880 a byla to největší základní škola té doby.

## Vzdělávací činnost
Na škole se vyučuje dle programu "Komeňáček připravuje pro život". Od šestého ročníku mohou žáci, na základě přijímacích zkoušek, studovat ve třídě s rozšířeným vyučováním matematiky.
Studentům je k dispozici poměrně široké zázemí k rozvíjení jejich aktivit. Škola disponuje třemi počítačovými učebnami, které žáci využívají nejen v předmětech základy práce s počítačem nebo počítačová grafika, ale i pro výuku českého, anglického a německého jazyka, zeměpisu, fyziky, chemie nebo přírodopisu. Tyto učebny také slouží pro potřeby zájmových kroužků.
Ke konverzaci v cizích jazycích mohou žáci od 4. tříd využívat speciální učebnu s názornými pomůckami a audiovizuální technikou, kde výuka probíhá poněkud hravou formou nebo jazykovou učebnu s připojením na internet s jazykovými programy, které v mnohém usnadňují výuku jazyků dětem s poruchami učení.
Žákům prvního stupně slouží v ranních a odpoledních hodinách školní družina, ve které se vychovatelky starají o další všestranný rozvoj žáků. Proto i zde se nachází počítač, televize a hernu s množstvím hraček, her a stavebnic.
Pro výuku tělesné výchovy se využívají dvě tělocvičny, velká tělocvična, která je v budově za školním dvorem a menší tělocvična uvnitř budovy. Od jara do podzimu žáci využívají venkovní sportovní areál. Pro široké sportovní vyžití je zde k dispozici fotbalové hřiště, hřiště pro volejbal, softball a sektory pro atletické disciplíny.

## Školní aktivity

### Žákovský parlament
Žákovský parlament zajišťuje komunikaci mezi žáky, učiteli i veřejností. Žáci mají možnost prostřednictvím svých zástupců spolurozhodovat o provozu školy, vyjadřovat svá přání, připomínky i kritiky, hledat nové možnosti nebo organizovat školní akce. Ve škole jej tvoří cca 35 zástupců čtvrtých až devátých ročníků. Každá třída si může zvolit 2 zástupce třídy, kteří se scházejí každou středu od 14 hodin pod vedením Mgr. J. Karasové a Mgr. M. Janotkové.

### Exkurze a zájezdy
Škola dále nabízí možnosti vzdělávacích exkurzí v mnoha odvětvích. Časté jsou exkurze do divadel, muzeí, zoologických zahrad, nebo na hrady a zámky. Škola pořádá i mezinárodní akce, například poznávací zájezdy do Paříže, nebo již tradičně každý druhý rok zájezd do Londýna.

### Pravidelné akce

#### ''Sportovní den''
Koná se každý rok a připadá, pokud možno, na Mezinárodní den dětí. Žáci soutěží za své třídy v mnoha sportovních disciplínách. Nejlepší ze tříd v daném ročníku si odnáší ze soutěže diplom.

#### Představení v Městském divadle Žatec
Každoročně se kolem dvacátého prosince koná akce s názvem ''Možná přijde i Ježíšek'', ve které vystupují žáci od prvních do devátých ročníků před ostatními žaky a svými rodiči v Městském divadle Žatec. Představení si žáci připravují během prvního pololetí a většinou se jedná o zpěv, tanec, nebo divadelní hru.
Tradičně se také koná rozloučení devátých ročníků se školou. Většinou se jedná o tanec, nebo divadelní hru, kterou žáci představují před rodiči a ostatními žáky během posledích červnových týdnů.

#### Jarmark
V posledních letech se na škole koná nová akce, která byla navržena žákovským parlamentem. Na jarmarku žáci prodávají své výrobky, které si mohou koupit lidé z široké veřejnosti. Hlavním účelem akce je výdělek peněz na organizaci dalších akcí, nebo zlepšování prostředí školy.

#### Den otevřených dveří
Každý rok, obvykle v březnu, probíhá den otevřených dveří. Během této akce si mohou zájemci o studiu na škole, prohlédnout prostředí i průběh výuky na škole.

#### Lyžařský výcvikový kurz
Žáci sedmých ročníků se každoročně účastní lyžařského výcvikového kurzu v Krušných horách ve městě Boží Dar. Kurz se koná tradičně během ledna.